# Altklugheit
Als altklug (Adjektiv) (auch Altklugheit) bezeichnet der allgemeine Sprachgebrauch eine angeblich frühreife, manchmal auch vorlaute Äußerung eines Kindes oder eines Jugendlichen. Das nicht steigerbare Adjektiv gilt, gegenüber dem Kind selbst ausgesprochen, als die milde Form eines Tadels, da dessen Meinungsäußerungen oder auch Charakterzüge lediglich klug erscheinen, etwa, weil es dafür noch gar nicht genug Welt- und Lebenskenntnis haben könne. Der Tadel kann dann Hochbegabte ebenso wie Nachplapperer oder Blender treffen.
Die Bezeichnung „altklug“ kann sich beziehen auf 
- die allgemeine Erscheinung, das Gehabe eines Kindes, das scheinbar klüger ist als es seinem Alter entspricht[2]
- bestimmte Antworten
- Blicke, die aufgrund Situationen oder Reden erfolgen

Laut dem Philosophen Robert Pfaller besteht Altklugheit darin, auf unreflektierte und dogmatische Art vermeintlich vernünftigen Idealen nachzueifern, was aber gerade nicht einem erwachsenen Verhalten entspricht, welches auch abwägen und relativieren kann.

## Zitat
- Thomas Mann bezeichnete die Altklugheit in seinem Werk Buddenbrooks als „unkindliche Klugheit“, als „jenes ernsthafte Gefühl vorzeitiger Erfahrenheit … das man Altklugheit nennt.“